# Ballyhoo
Ballyhoo is een videospel dat werd ontwikkeld en uitgegeven door Infocom voor verschillende platforms. Het spel werd uitgebracht in 1986. Het spel is een tekstadventure waarbij de speler de gekidnapte dochter van de circusdirecteur moet vinden.

## Platforms
| Platform     | Jaar |
| ------------ | ---- |
| Amiga        | 1986 |
| Amstrad CPC  | 1986 |
| Apple II     | 1986 |
| Atari 8-bit  | 1986 |
| Atari ST     | 1986 |
| Commodore 64 | 1986 |
| DOS          | 1986 |
| Macintosh    | 1986 |
| TRS-80       | 1986 |
| TRS-80 CoCo  | 1986 |

## Ontvangst
| Beoordeeld door                | Platform     | Datum        | Score |
| ------------------------------ | ------------ | ------------ | ----- |
| Computer and Video Games (CVG) | Commodore 64 | juli 1986    | 100%  |
| SPAG                           | DOS          | 2 maart 1995 | 73%   |
| All Game Guide                 | Macintosh    | 1998         | 60%   |
| Techtite                       | Apple II     | 2000         | 40%   |